# Канабьево
Канабьево — деревня в Ковровском районе Владимирской области России, входит в состав Клязьминского сельского поселения.

## География
Деревня расположена в 13 км на юго-запад от центра поселения села Клязьменский Городок и в 13 км на восток от райцентра города Ковров.

## История
В конце XIX — начале XX века деревня входила в состав Осиповской волости Ковровского уезда. В 1859 году в деревне числилось 10 дворов, в 1905 году — 13 дворов, в 1926 году — 16 дворов.
С 1929 года деревня входила в состав Осиповского сельсовета Ковровского района, с 2005 года — в составе Клязьминского сельского поселения.

## Население
| 1859 | 1905 | 1926 | 2002 | 2010 | 2021 |
| ---- | ---- | ---- | ---- | ---- | ---- |
| 112  | ↘77  | ↗94  | ↘20  | ↘19  | ↗33  |